# جون ميلنر
جون ميلنر (بالإنجليزية: John Milner)‏ (14 مايو 1942 بهدرسفيلد في المملكة المتحدة - ) هو لاعب كرة قدم بريطاني في مركز نصف الجناح. لعب مع هدرسفيلد تاون وDenver Dynamos ‏ ولينكولن سيتي أف سي وBoston Beacons ‏ ونادي برادفورد بارك أفنيو.